# Vladimir Voronin
Vladimir Nicolae Voronin (født 25. maj 1941) var Moldovas kommunistiske præsident i perioden 2001-2009. 
Han er kommunist og medlem af Moldovas kommunistiske parti, der var regeringsparti fra 2001 til 2009. 